# Diallus papuanus
Diallus papuanus là một loài bọ cánh cứng trong họ Cerambycidae.